# Ministeri d'Economia de Lituània

El Ministeri d'Economia de Lituània (en lituà: Lietuvos Respublikos ukio ministerija) és un departament del Govern de la República de Lituània. Les seves operacions són autoritzades per la Constitució de Lituània, decrets emesos pel President i el Primer Ministre, i les lleis aprovades pel Seimas (Parlament). La seva missió és desenvolupar l'entorn jurídic i positiu, per garantir el benestar públic i el treball.
El Ministeri d'Economia és responsable dels assumptes de govern a les següents àrees: ambientde negocis, l'exportació, la innovació, les empreses de propietat estatal (EPE), el suport de la Unió Europea a les empreses, la contractació pública i el turisme.

## Ministres
- 2008-2011: Dainius Kreivys
- 2011-2012: Rimantas Žylius
- 2012-2013: Birutė Vėsaitė
- 2013- : Evaldas Gustas